# 9176 Стручкова
9176 Стручкова (9176 Struchkova) — астероїд головного поясу, відкритий 15 листопада 1990 року.
Тіссеранів параметр щодо Юпітера — 3,354.